# Blondi (pel·lícula)
Blondi s una pel·lícula de comèdia argentina de 2023 dirigida, coescrita i protagonitzada per Dolores Fonzi. La pel·lícula és protagonitzada per l'esmentada Dolores Fonzi al costat de Carla Peterson, Rita Cortese, Leonardo Sbaraglia i Toto Rovito. S'ha subtitulat al català.
La pel·lícula va ser seleccionada per a competir en la secció oficial a la millor pel·lícula de la Competència Internacional en la 24° edició del Buenos Aires Festival Internacional de Cinema Independent.

## Argument
Blondi i Mirko viuen junts, escolten la mateixa música, veuen les mateixes pel·lícules, els agrada fumar porritos i tenen els mateixos amics. Però, encara que semblen tenir la mateixa edat, Blondi és la mare de Mirko.

## Repartiment
- Dolores Fonzi com Blondi
- Toto Rovito com Mirko
- Carla Peterson com Martina
- Rita Cortese com Pepa
- Leonardo Sbaraglia com Eduardo[3]

## Producció i estrena
Blondi fou escrita per Dolores Fonzi i Laura Paredes. Una coproducció argentino-hispano-nord-americana de La Unión de los Ríos, Setembro Cine i Gran Via Productions, va comptar amb la col·laboració d'Amazon Studios.
Blondi es va estrenar el 22 d'abril de 2023 al Cine Gaumont durant el Buenos Aires Festival Internacional de Cinema Independent (BAFICI). Es va estrenar a les sales d'Argentina l'1 de juny de 2023.

## Resposta de la crítica
Al lloc web Todas Las Críticas, la cinta té un puntaje de 79/100 basat en 11 ressenyes, amb un 100% d'elles sent positives.
Ezequiel Boetti de Página/12 va puntuar Blondi amb 8 punts, considerant que és una pel·lícula amb "una mínima anècdota" però amb "un pes emocional" poc comú per al cinema argentí".
Alfonso Rivera de Cineuropa va escriure que la pel·lícula "[està] fent pont amb la vida, [està plena de] diàlegs hilarants i [compta amb] un repartiment dedicat i meravellosament harmonitzat".
Belén Vázquez Prieto de La Nación va valorar la pel·lícula com a "molt bona" i va escriure que mostra "un autèntic entusiasme per narrar històries i, alhora, evita el fàcil camí de convertir els seus personatges en meres expressions. de les seves idees".

## Premis i nominacions
| Premi/Festival de Cinema      | Data de l'esdeveniment           | Categoria                                   | Nominat       | Resultat | Ref.   |
| ----------------------------- | -------------------------------- | ------------------------------------------- | ------------- | -------- | ------ |
| BAFICI                        | 19 d'abril a l'1 de maig de 2023 | Competència internacional Millor pel·lícula | Blondi        | Nominat  | [ 11 ] |
| XI edició dels Premis Platino | 20 d'abril de 2024               | Millor opera prima de ficció                | Blondi        | Nominat  | [ 12 ] |
| XI edició dels Premis Platino | 20 d'abril de 2024               | Millor interpretació femenina               | Dolores Fonzi | Nominat  | [ 12 ] |
| XI edició dels Premis Platino | 20 d'abril de 2024               | Millor música original                      | Pedro Osuna   | Nominat  | [ 12 ] |